# Экономический ландшафт
Экономический ландшафт (нем. Wirtschaftslandschaft) — система рыночных сетей, созданная зонами сбыта продукции на определённой территории, и на которой заданный объём спроса удовлетворяется с наименьшими издержками.

## Определение
Согласно БРЭ экономический ландшафт — это система рыночных сетей, созданная зонами сбыта продукции на определённой территории, и на которой заданный объём спроса удовлетворяется с наименьшими издержками.

## История
В 1923 году вышла работа советского экономиста Андрея Антоновича Котова (1892—), где впервые был использован термин «экономический ландшафт». Затем немецкий экономист Рудольф Хепке в 1928 году в своей работе использовал термин Wirtschaftslandschaft. Теория экономического ландшафта была предложена Августом Лёшем в 1940 году.

## Теория экономического ландшафта
Теория экономического ландшафта предлагает территориальную организацию, максимизирующую прибыль производителей. Экономический ландшафт выступает системой сопряжённых правильных гексагональных решёток с ячейками различных размеров, которые являются основанием конусов спроса. Спрос уменьшается от центра рыночной зоны к её периферии в результате пропорционального роста транспортных издержек. Границы зон — это нейтральные предпочтения потребителей по отношению к различным центрам производства. Рыночные зоны продукции имеют различные размеры, а значит они формируют различные пространственные ориентации сетей. Образуются богатые и бедные производственные центры (сектора). 

## Теория экономического ландшафта vs теория центральных мест
Отсюда, возникают различия между теории экономических ландшафтов и теории центральных мест. Теория центральных мест предполагает, что центральные места могут быть внутренне однородными, а в теории экономического ландшафта ячейки всегда неоднородны.
По мнению российского экономиста  Б.Н. Зимина размещение промышленной отрасли определяется минимизацией издержек в рамках теории штандорта, а после насыщения территории продукцией формируется экономический ландшафт. 